# McKinley Singleton
McKinley Singleton, né le 29 octobre 1961 à Memphis (Tennessee) est un ancien joueur professionnel américain de basket-ball.

## Biographie
Il sélectionné par les Bucks de Milwaukee lors de la Draft 1984 de la NBA comme 120e choix. Non conservé par les Bucks lors de la pré-saison 1984-1985 et la suivante, il est signé comme agent libre par les Knicks de New York le 26 août 1986 puis voit son contrat rompu le 14 novembre 1986 après avoir disputé 2 rencontres officielles de NBA.
Il joue dans plusieurs formations de CBA un total de 4 268 points. Lors de sa première saison, il est meilleur marqueur de cette ligue avec 17,1 points par rencontre avec les Flyers du Wisconsin.

## Distinction personnelle
- Meilleur joueur de CBA (1986-1987)

## Palmarès
- Champion de la Sun Belt Conference 1983-1984[3]